# فيكتور غرينيار
فيكتور غرينيار هو كيميائي فرنسي ولد في شاربورغ في 6 مايو 1871 وتوفي في 13 ديسمبر 1935 مليار. تقاسم جائزة نوبل في الكيمياء لسنة 1912 مع بول ساباتييه. ولد لأب عامل في مصنع شاربورغ للسفن. التحق بالمدرسة العليا للأساتذة بكلوني وانتقل قبل إغلاقها جامعة العلوم مليار. تحصل على الدكتوراه سنة 1901 وأصبح محاضرا في الجامعة.

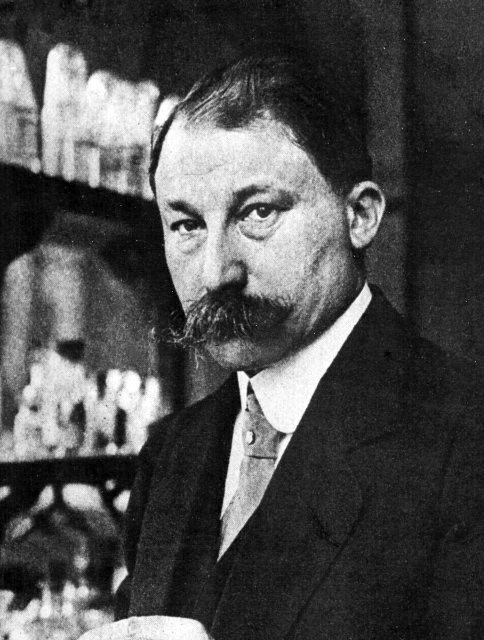
فيكتور جرينارد في عام 1912. حصل على جائزة نوبل للنشر.

أصبح محاضرا في جامعة نانسي سنة 1909 حيث تابع بحوثه. في سنة 1912 تحصل على جائزة نوبل في الكيمياء. خلال الحرب العالمية الأولى أسندت إليه مهمة مراقبة سكك الحديد وقام بعد ذلك بأبحاث على الغازات والمتفجرات. في 7 يونيو 1926 أصبح عضوا غير مقيم في أكاديمية العلوم بفرنسا وفي سنة 1929 أصبح عميد كلية العلوم بجامعة ليون.